# 女性天皇
女性天皇（じょせいてんのう）は、日本における天皇の位（皇位）を継承した女性のこと。
古来より、女帝（漢音：じょてい、呉音：にょたい）とも呼ぶ。飛鳥時代と奈良時代に集中しており、10代8名存在した。（#一覧)
8名の女帝が重祚を含めて10代にわたって継承したため、八方十代（はちかたじゅうだい）と呼ばれる。
なお、歴代の女性天皇は：
- 全て男系の天皇であり[7]、混同されがちな「女系天皇」は歴史上一度も存在しない[8]、
- 生涯独身あるいは皇族と結婚した未亡人のどちらかであり、即位後に結婚および出産した者はいない、

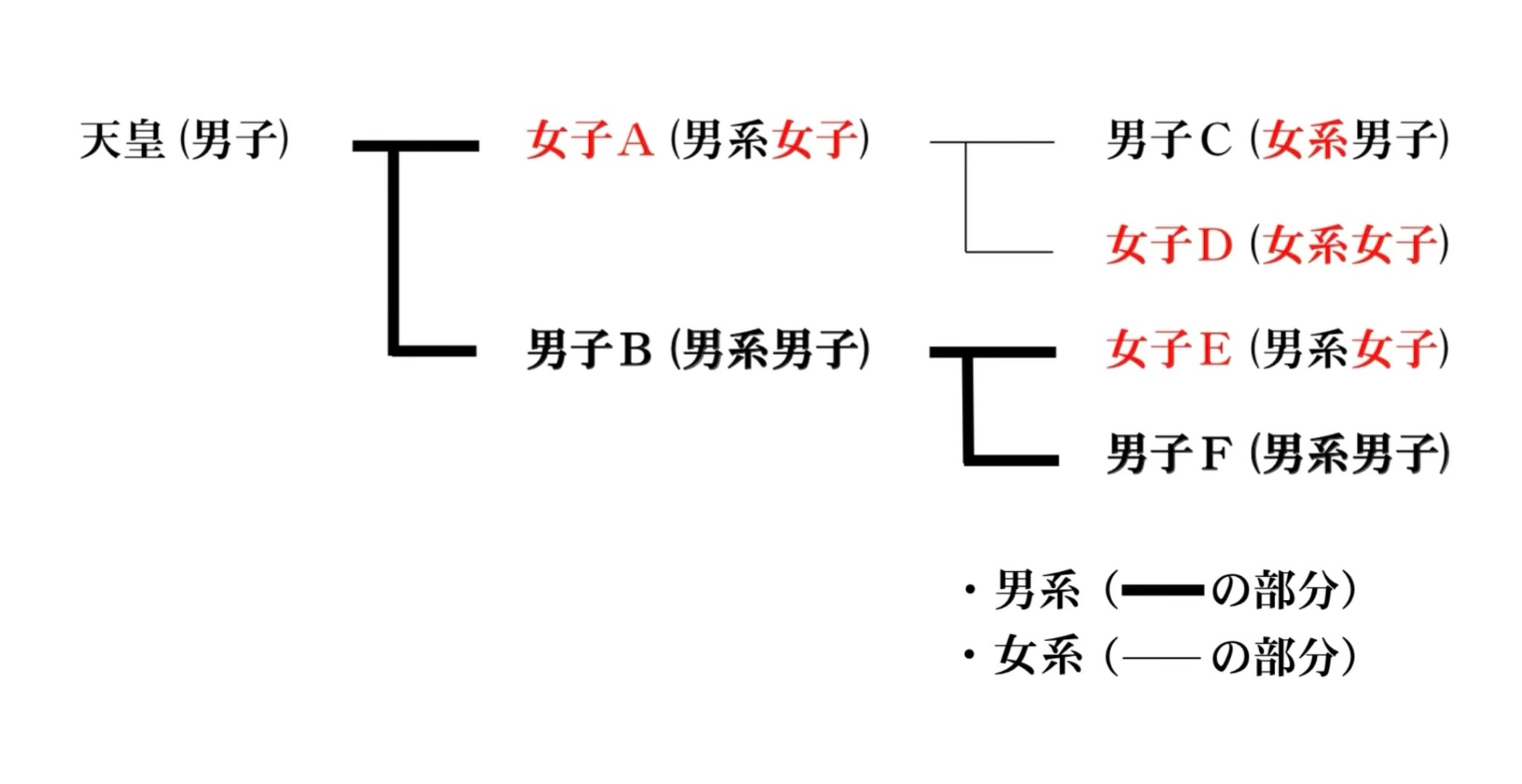
過去の女性天皇は図における「男系女子」である。

点に注意が必要である。

## 概要
歴代の天皇は、初代の神武天皇から第126代の今上天皇（徳仁）まで129人（南北朝時代の北朝を含む）がその位にあるとされ大半は男性であるが、その内8人（10代）が女性である。
古来、皇位継承は男系（世代の離れた二人、ここでは、初代神武天皇と皇位継承者の血筋が、父方を通してつながっていること）に限定しており、現に皇位にある者と神武天皇を結ぶ男系の血統を皇統と呼ぶ。そのため皇位を継ぐ皇統、および時の皇統が途絶した際に皇位を傍系から継承する資格を保有した皇族の立場は父親から息子へ、男性間での世襲により継承されるのが原則である。
しかし、皇統を継ぐことが想定されている男性皇族が幼少であり天皇の職務に耐えない場合や、皇位（長期的には皇統）を継ぐ皇族が複数名いて調整がつかない場合などは、女性皇族が皇位を継承する場合があった。これらの女性皇族は、本来の皇統の継承者が幼少、未確定などの情勢に応じて一時的に皇位を預かるものであり、中長期的な視点では中継ぎ的存在であると主張する意見もある（あくまでも皇統の継承の観点であり、個々人の天皇としての職務遂行能力とは無関係である）。この場合に皇位を継承する女性皇族は、直近の男性天皇の未亡人（皇后）であるか、皇統を継承する予定の男性皇族の近親の内親王である。
初の男系女性天皇で33代目である推古天皇の即位には、朝廷で権力を持つ蘇我馬子の手下による崇峻天皇の暗殺が背景にある。当時は、複数の男性後継者候補がいたものの、天皇を暗殺させた蘇我氏の思惑もある中で容易に決められる状況ではなく、皇室は緊張関係となった蘇我氏と協調関係を保つために3代連続で蘇我氏一族を母に持つ推古天皇が即位することなったとみられている。彼女は、29代の欽明天皇の皇女で、即位前には30代の敏達天皇の皇后であった皇族である。

## 歴史

### 古代
『三国志』魏書東夷倭人条には邪馬台国に都した倭国の女王、卑弥呼と台与の記述があるが卑弥呼には国政を補佐した男弟の存在が記されており、台与も13歳で国政を担えたとは考え難い。これは古代社会に広くみられるヒメ・ヒコ制の男女二重主権であり、女性天皇とは本質的に異なる。
「記紀」の伝える世襲王権である天皇家と血縁よりも呪術力を重視していた卑弥呼では王権の次元が異なることには留意すべきであるとされるが、白石太一郎のように卑弥呼をヤマトの王統の始祖と考える研究者もあり、安本美典のように「卑弥呼＝天照大神」を主張する論者もある。
白石は「3世紀から4世紀中葉にかけてのヤマトの王権は、男系世襲制などとは程遠い段階にあった」「井上光貞さんは・・応神が入り婿の形でヤマトの王統につながっていたことを指摘しておられる」「たとえ女系であっても、継体は前の王統との継続性を后妃の墳墓造営を通して強く主張している」と述べている。

### 飛鳥・奈良時代
女性天皇の初例としては、記紀神話時代の神功皇后や飯豊青皇女の即位説があったが、現在は公式に即位は否定されており、飛鳥時代初期の推古天皇が初例である。その後、奈良時代後期の称徳天皇まで6名（8代）の女性天皇が誕生した。人数と代数が異なるのは、重祚（再即位）が2度あったためである。
古代の女性天皇の本質として井上光貞は、推古、皇極、斉明、持統に春日山田皇女、倭姫（天智の大后）を加えて、いずれの女性天皇も天皇または天皇になり得るべき人の娘であったこと、すべて皇太后であったという顕著な特徴を指摘して「古代には皇位継承上の困難な事情のある時、先帝または前帝の皇后が即位するという慣行があったのであり、それが女性天皇（女帝）の本来のすがたであった」と述べている。
奈良時代の元明、元正の二代の女性天皇は「中継ぎ」であることは聖武天皇の即位宣命にはっきりと示されている。これらの女性天皇は天智天皇の定めた「不改常典」に則って聖武天皇に皇位を授けるための存在であった。持統天皇から聖武天皇に至る皇位継承の歴史は天武天皇の男系直系子孫による皇位継承を根本とし女性の天皇・太上天皇がそれを支えるというものであった。持統、元明、元正と受け継がれた「女性太上天皇」とは後の摂政・関白のように天皇の輔弼がその役割であったのである。その歴史事実を語る遺物が藤原不比等を介して草壁皇子、文武天皇、聖武天皇と継承された「黒作懸佩刀（くろづくりかけはきのたち）」であった。奈良時代の研究の実績のある吉川真司は奈良時代を総攬して「天皇は男性、しかも終身在位が原則であり、また女性天皇と太上天皇はふつう連続していて、特定の皇位継承を実現するための方策となっていた」と述べている。

### 江戸時代
江戸時代には後水尾天皇から孝明天皇まで14代の天皇が在位したが、このうちの2代である明正天皇、後桜町天皇は女性天皇である。両者とも事前に皇太子や儲君とされていたわけではなく、天皇や朝廷側が幕府に連絡すること無く践祚している。また両者とも生涯独身であり、子を儲けなかった。この時代の女性天皇には同時代の男性天皇と大きく異なる点が三点ある。第一に、天皇が成人した後にも関白ではなく摂政が設置されたこと、第二に、天皇の肖像画が描かれなかったこと、第三に、女性特有の「穢れ」によって神事を十分に果たせなかったことである。藤田覚は江戸時代の女性天皇は「つなぎ」役であり政務は摂政が代行し、神事も不十分に行えない「半天皇」でしかなかったと評している。
朝廷は明正天皇の成人後は政務や神事を行わせ、摂政に代えて関白を設置する方針を取っていたが、江戸幕府は事前に連絡がなかったとしてこれを拒絶した。後桜町天皇は成人で即位したが、明正天皇の事例が先例となったために関白が置かれなかったとみられている。神事についても明正天皇は在位中に四方拝や小朝拝を行うことはなく、後桜町天皇も四方拝の場を設けるだけで出御することなく、新嘗祭にも出御しなかった。
京都市東山区泉涌寺には14人の天皇のうち12人の肖像画が所蔵されているが、女帝である明正天皇と後桜町天皇の2人の肖像画はない。近世の女帝がどのような存在であったのかを論ずるうえで重要な手掛かりとなるのではないかと指摘されている。

### 近代
明治初期にも民権派・自由民権嚶鳴社の「嚶鳴社討論」にても女性天皇の議論があったが、女性天皇の婿となる皇婿の問題やその政治干渉の危険性から島田三郎らから反対意見が出され、またヨーロッパ王室は外国の王室との結婚の風習があり、女王を立てることがあるが我が国にはそのような風習も相手となる外国もないことも反対意見として出された。この討論は議長高橋庄右衛門の決により「女帝を立つべからず」と決まった。また女性天皇、女系継承を想定していた明治典範草案の『皇室規制』でも第十三条で「女帝ノ夫ハ皇胤ニシテ臣籍ニ入リタル者ノ内皇統ニ近キ者ヲ迎フベシ」とその夫の血統的な同等性、すなわち皇胤であることを明確に規定していた。
近代の明治時代以降は、旧皇室典範（第1条「大日本國皇位ハ祖宗ノ皇統ニシテ男系ノ男子之ヲ繼承ス」）、現行の皇室典範（第1条「皇位は、皇統に属する男系の男子が、これを継承する。」）の制定により、女性天皇の即位は想定されなくなった。

### 戦後（現代）
敗戦による帝国憲法の改正により日本国憲法が施行されると従来の最高法典から憲法に従属する法律へと位置づけを変えられた皇室典範も改正が必要になったが、その改正を議論した政府の臨時法制調査会、第一部会第八回小委員会において、自身の公職追放を恐れてGHQ民政局へのアピールのために急進改革派に変節していた宮沢俊義から新日本国憲法第十四条、法の下の平等に基づき内親王への皇位継承権と女帝と結婚する一般国民の皇族身分の取得、すなわち女性天皇、女系天皇を認めることの要求があった。しかし、これに対して現行の皇室典範を起草した高尾亮一は新日本国憲法第二条の「皇位の世襲」は第十四条に優先し、かつ「天皇の皇位」は第十四条の例外規定であると説明し、「世襲」という概念は様々であるが「皇位の世襲」についてはその伝統は男系であるとの説明を行い、現在の皇室典範第一条の「皇位は皇統に属する男系の男子がこれを継承する」という条文が定められた。
近年の女性天皇容認論でマスコミが根拠とするのは男女平等と国民世論であるが、そもそも天皇、皇室は憲法の平等原則の例外規定であるうえに天皇は世論で決めるものではないという指摘もある。
また、いわゆる「女系天皇」は全く異なる概念である（詳細は同記事、「女系天皇」と女性天皇参照）。
皇位継承問題（女系天皇の是非）の議論が盛んとなった2004年（平成16年）以降、日本の公文書や報道では「（男系）女性天皇」の表現が用いられることが多くなった。

## 国会議論
- 「女帝を認めないのは憲法14条の精神に合致しないのではないか」/「世襲の原則との関係から、憲法14条に違反しない」昭和39年3月13日、衆議院内閣委員会、質問者：稲村隆一（日本社会党）、答弁者：宇佐美毅（宮内庁長官）[36]
- 「女帝を認めないのは男女差別撤廃条約に抵触しないか」/「皇位継承資格は本条約の対象にはならない」昭和60年3月27日、衆議院予算委員会、質問者：久保田真苗（日本社会党）、答弁者：安倍晋太郎（外務大臣）[37]
- 国連は女性差別撤廃条約により令和6年（2024年）10月29日、日本政府に対し「男系男子のみ皇位継承を認めることは女性差別撤廃条約の目的と趣旨に反する」として皇室典範の改正を勧告した。/　政府は国連人権高等弁務官事務所に対し、日本が拠出している資金を女性差別撤廃委員会の活動に充てないよう要求し、さらに予定されていた委員の日本訪問の取り消しを伝えた、と答弁した。令和7年（2025年）2月10日、衆議院予算委員会、質問者：鈴木隼人（自由民主党）、答弁者：岩屋毅（外務大臣）

## 一覧
|   |     | 代  |          | 名         | 読み                                                                           | 在位年月日                                                             | 在位期間     | 父         | 母         | 配偶者          | 生没年月日                                                                     | 後継 継承 |
| - | --- | --- | -------- | ---------- | ------------------------------------------------------------------------------ | ---------------------------------------------------------------------- | ------------ | ---------- | ---------- | --------------- | ------------------------------------------------------------------------------ | --------- |
| 1 | 1.  | 33  |          | 推古天皇   | すいこ                                                                         | 593年1月15日 (崇峻天皇5年12月8日) - 628年4月15日 (推古天皇36年3月7日)  | 35年 + 91日  | 欽明天皇   | 蘇我堅塩媛 | 敏達天皇        | 554年5月21日 (欽明天皇15年4月9日) - 628年4月15日 (推古天皇36年3月7日) (75歳没) | 崩御      |
| 2 | 2.  | 35  |          | 皇極天皇   | こうぎょく                                                                     | 642年2月19日 (皇極天皇元年1月15日) - 645年7月12日 (皇極天皇4年6月14日) | 3年 + 143日  | 茅渟王     | 吉備姫王   | 高向王 舒明天皇 | 594年 (推古天皇2年) - 661年8月24日 (斉明天皇7年7月24日) (68歳没)               | 譲位      |
| 2 | 3.  | 37  | 斉明天皇 | さいめい   | （重祚） 655年2月14日 (斉明天皇元年1月3日) - 661年8月24日 (斉明天皇7年7月24日) | 6年 + 191日                                                            | 崩御         | 茅渟王     | 吉備姫王   | 高向王 舒明天皇 | 594年 (推古天皇2年) - 661年8月24日 (斉明天皇7年7月24日) (68歳没)               |           |
| 3 | 4.  | 41  |          | 持統天皇   | じとう                                                                         | 690年2月14日 (持統天皇4年1月1日) - 697年8月22日 (持統天皇11年8月1日)   | 7年 + 189日  | 天智天皇   | 蘇我遠智娘 | 天武天皇        | 645年 (大化元年) - 703年1月13日 (大宝2年12月22日) (58歳没)                     | 譲位      |
| 4 | 5.  | 43  |          | 元明天皇   | げんめい                                                                       | 707年8月18日 (慶雲4年7月17日) - 715年10月3日 (和銅8年9月2日)           | 8年 + 46日   | 天智天皇   | 蘇我姪娘   | 草壁皇子        | 661年 (斉明天皇7年) - 721年12月29日 (養老5年12月7日) (61歳没)                  | 譲位      |
| 5 | 6.  | 44  |          | 元正天皇   | げんしょう                                                                     | 715年10月3日 (霊亀元年9月2日) - 724年3月3日 (養老8年2月4日)            | 8年 + 152日  | 草壁皇子   | 元明天皇   | (生涯独身)      | 680年 (天武天皇9年) - 748年5月22日 (天平20年4月21日) (69歳没)                  | 譲位      |
| 6 | 7.  | 46  |          | 孝謙天皇   | こうけん                                                                       | 749年8月19日 (天平勝宝元年7月2日) - 758年9月7日 (天平宝字2年8月1日)    | 9年 + 19日   | 聖武天皇   | 光明皇后   | (生涯独身)      | 718年 (養老2年) - 770年8月28日 (神護景雲4年8月4日) (53歳没)                    | 譲位      |
| 6 | 8.  | 48  | 称徳天皇 | しょうとく | （重祚） 764年11月6日 (天平宝字8年10月9日) - 770年8月28日 (神護景雲4年8月4日)  | 5年 + 295日                                                            | 崩御         | 聖武天皇   | 光明皇后   | (生涯独身)      | 718年 (養老2年) - 770年8月28日 (神護景雲4年8月4日) (53歳没)                    |           |
| 7 | 9.  | 109 |          | 明正天皇   | めいしょう                                                                     | 1629年12月22日 (寛永6年11月8日) - 1643年11月14日 (寛永20年10月3日)     | 13年 + 327日 | 後水尾天皇 | 徳川和子   | (生涯独身)      | 1624年1月9日 (元和9年11月19日) - 1696年12月4日 (元禄9年11月10日) (73歳没)      | 譲位      |
| 8 | 10. | 117 |          | 後桜町天皇 | ごさくらまち                                                                   | 1762年9月15日 (宝暦12年7月27日) - 1771年1月9日 (明和7年11月24日)       | 8年 + 116日  | 桜町天皇   | 二条舎子   | (生涯独身)      | 1740年9月23日 (元文5年8月3日) - 1813年12月24日 (文化10年閏11月2日) (74歳没)    | 譲位      |

皇極天皇と斉明天皇、孝謙天皇と称徳天皇は、それぞれ同一人物の重祚（再即位）である。

## 女性皇族の皇位継承事例
以下、各自の即位事例における経緯を示す。なおここでは、実際に即位した10例とは別に、実現しなかったが女性皇族の即位が検討された事例等も示す。

### 神功皇后（現在は非即位認定）
開化天皇の5世孫、第14代仲哀天皇の皇后。天皇の崩御時、皇后は妊娠中であり、その後皇子・誉田別尊を出産。先帝の妾腹の遺児である香坂皇子、忍熊皇子との争いを制し、誉田別尊を皇太子とし、引き続き自身が政務をとる。古来、この時即位したとする説もあったが、現在は『日本書紀』が記す通り摂政として政務を代行していたとされ、即位は否定された。崩御後、誉田別尊が応神天皇として皇位を継承したとされる。
|                         |                         |                         |                         |                         |                         |  |  |          |          |          |          |          |          |  |  |                 |                 |                 |                 |                 |                 |                       |                       |                       |                       |                       |                       |
| 第14代天皇 仲哀天皇(故) | 第14代天皇 仲哀天皇(故) | 第14代天皇 仲哀天皇(故) | 第14代天皇 仲哀天皇(故) | 第14代天皇 仲哀天皇(故) | 第14代天皇 仲哀天皇(故) |  |  |          |          |          |          |          |          |  |  |                 |                 |                 |                 |                 |                 | 摂政皇太后 気長足姫尊 | 摂政皇太后 気長足姫尊 | 摂政皇太后 気長足姫尊 | 摂政皇太后 気長足姫尊 | 摂政皇太后 気長足姫尊 | 摂政皇太后 気長足姫尊 |
| 第14代天皇 仲哀天皇(故) | 第14代天皇 仲哀天皇(故) | 第14代天皇 仲哀天皇(故) | 第14代天皇 仲哀天皇(故) | 第14代天皇 仲哀天皇(故) | 第14代天皇 仲哀天皇(故) |  |  |          |          |          |          |          |          |  |  |                 |                 |                 |                 |                 |                 | 摂政皇太后 気長足姫尊 | 摂政皇太后 気長足姫尊 | 摂政皇太后 気長足姫尊 | 摂政皇太后 気長足姫尊 | 摂政皇太后 気長足姫尊 | 摂政皇太后 気長足姫尊 |
|                         |                         |                         |                         |                         |                         |  |  |          |          |          |          |          |          |  |  |                 |                 |                 |                 |                 |                 |                       |                       |                       |                       |                       |                       |
|                         |                         |                         |                         |                         |                         |  |  |          |          |          |          |          |          |  |  |                 |                 |                 |                 |                 |                 |                       |                       |                       |                       |                       |                       |
| 香坂皇子                | 香坂皇子                | 香坂皇子                | 香坂皇子                | 香坂皇子                | 香坂皇子                |  |  | 忍熊皇子 | 忍熊皇子 | 忍熊皇子 | 忍熊皇子 | 忍熊皇子 | 忍熊皇子 |  |  | 皇太子 誉田別尊 | 皇太子 誉田別尊 | 皇太子 誉田別尊 | 皇太子 誉田別尊 | 皇太子 誉田別尊 | 皇太子 誉田別尊 |                       |                       |                       |                       |                       |                       |

### 飯豊青皇女（即位説あり）
履中天皇の皇孫。第22代清寧天皇の崩御後、傍系から皇統を継ぐよう想定されていた億計王と弘計王の間でどちらが皇位につくか決まらなかったため（『日本書紀』による。『古事記』では執政中に二人の甥を発見したとある）、二人の姉に当たる飯豊青皇女が一時的に執政を行った。弘計王が顕宗天皇として皇位継承。
|            |            |            |            |            |            |  |  |               |               |               |               |               |               |  |  |        |        |        |        |        |        |  |  |
|            |            |            |            |            |            |  |  |               |               |               |               |               |               |  |  |        |        |        |        |        |        |  |  |
|            |            |            |            |            |            |  |  |               |               |               |               |               |               |  |  |        |        |        |        |        |        |  |  |
| 飯豊青皇女 | 飯豊青皇女 | 飯豊青皇女 | 飯豊青皇女 | 飯豊青皇女 | 飯豊青皇女 |  |  | 皇太子 億計王 | 皇太子 億計王 | 皇太子 億計王 | 皇太子 億計王 | 皇太子 億計王 | 皇太子 億計王 |  |  | 弘計王 | 弘計王 | 弘計王 | 弘計王 | 弘計王 | 弘計王 |  |  |

### 第33代推古天皇
欽明天皇の皇女。敏達天皇の皇后。敏達天皇、用明天皇、崇峻天皇が相次いで崩御し、その次世代の皇族の間での皇統の継承者の選定について外戚らによる対立が予想されたことから、これを抑えるため周囲に薦められ自身が大王（天皇）となり、用明天皇の皇子である甥の厩戸王（聖徳太子）を摂政皇太子とした。後に敏達天皇皇孫の田村皇子が舒明天皇として皇位継承。
|                         |                         |                         |                         |                         |                         |  |  |                     |                     |                     |                     |                     |                     |  |  |                         |                         |                         |                         |                         |                         |  |  |                         |                         |                         |                         |                         |                         |  |  |
| 第29代天皇 欽明天皇(故) |                         |                         |                         |                         |                         |  |  |                     |                     |                     |                     |                     |                     |  |  |                         |                         |                         |                         |                         |                         |  |  |                         |                         |                         |                         |                         |                         |  |  |
|                         |                         |                         |                         |                         |                         |  |  |                     |                     |                     |                     |                     |                     |  |  |                         |                         |                         |                         |                         |                         |  |  |                         |                         |                         |                         |                         |                         |  |  |
|                         |                         |                         |                         |                         |                         |  |  |                     |                     |                     |                     |                     |                     |  |  |                         |                         |                         |                         |                         |                         |  |  |                         |                         |                         |                         |                         |                         |  |  |
| 第30代天皇 敏達天皇(故) | 第30代天皇 敏達天皇(故) | 第30代天皇 敏達天皇(故) | 第30代天皇 敏達天皇(故) | 第30代天皇 敏達天皇(故) | 第30代天皇 敏達天皇(故) |  |  | 皇后 額田部皇女(39) | 皇后 額田部皇女(39) | 皇后 額田部皇女(39) | 皇后 額田部皇女(39) | 皇后 額田部皇女(39) | 皇后 額田部皇女(39) |  |  | 第31代天皇 用明天皇(故) | 第31代天皇 用明天皇(故) | 第31代天皇 用明天皇(故) | 第31代天皇 用明天皇(故) | 第31代天皇 用明天皇(故) | 第31代天皇 用明天皇(故) |  |  | 第32代天皇 崇峻天皇(故) | 第32代天皇 崇峻天皇(故) | 第32代天皇 崇峻天皇(故) | 第32代天皇 崇峻天皇(故) | 第32代天皇 崇峻天皇(故) | 第32代天皇 崇峻天皇(故) |  |  |
| 第30代天皇 敏達天皇(故) | 第30代天皇 敏達天皇(故) | 第30代天皇 敏達天皇(故) | 第30代天皇 敏達天皇(故) | 第30代天皇 敏達天皇(故) | 第30代天皇 敏達天皇(故) |  |  | 皇后 額田部皇女(39) | 皇后 額田部皇女(39) | 皇后 額田部皇女(39) | 皇后 額田部皇女(39) | 皇后 額田部皇女(39) | 皇后 額田部皇女(39) |  |  | 第31代天皇 用明天皇(故) | 第31代天皇 用明天皇(故) | 第31代天皇 用明天皇(故) | 第31代天皇 用明天皇(故) | 第31代天皇 用明天皇(故) | 第31代天皇 用明天皇(故) |  |  | 第32代天皇 崇峻天皇(故) | 第32代天皇 崇峻天皇(故) | 第32代天皇 崇峻天皇(故) | 第32代天皇 崇峻天皇(故) | 第32代天皇 崇峻天皇(故) | 第32代天皇 崇峻天皇(故) |  |  |
|                         |                         |                         |                         |                         |                         |  |  |                     |                     |                     |                     |                     |                     |  |  |                         |                         |                         |                         |                         |                         |  |  |                         |                         |                         |                         |                         |                         |  |  |
|                         |                         |                         |                         |                         |                         |  |  |                     |                     |                     |                     |                     |                     |  |  | 皇太子 厩戸皇子(20)     |                         |                         |                         |                         |                         |  |  |                         |                         |                         |                         |                         |                         |  |  |

### 第35代皇極天皇
敏達天皇の曾孫、舒明天皇の皇后。天皇の崩御後、後継の有力候補に対立があったことから、各勢力の妥協案として、大后（皇后）から大王に即位する。皇太子は立てなかった。後に乙巳の変により位を退き（初の譲位）、弟の軽王子が孝徳天皇として皇位継承。
|                         |                         |                         |                         |                         |                         |  |  |                 |                 |                 |                 |                 |                 |  |  |            |            |            |            |            |            |  |  |
| 第30代天皇 敏達天皇(故) |                         |                         |                         |                         |                         |  |  |                 |                 |                 |                 |                 |                 |  |  |            |            |            |            |            |            |  |  |
|                         |                         |                         |                         |                         |                         |  |  |                 |                 |                 |                 |                 |                 |  |  |            |            |            |            |            |            |  |  |
| 押坂彦人大兄皇子(故)    |                         |                         |                         |                         |                         |  |  |                 |                 |                 |                 |                 |                 |  |  |            |            |            |            |            |            |  |  |
|                         |                         |                         |                         |                         |                         |  |  |                 |                 |                 |                 |                 |                 |  |  |            |            |            |            |            |            |  |  |
|                         |                         |                         |                         |                         |                         |  |  |                 |                 |                 |                 |                 |                 |  |  |            |            |            |            |            |            |  |  |
|                         |                         |                         |                         |                         |                         |  |  |                 |                 |                 |                 |                 |                 |  |  | 茅渟王(故) |            |            |            |            |            |  |  |
|                         |                         |                         |                         |                         |                         |  |  |                 |                 |                 |                 |                 |                 |  |  |            |            |            |            |            |            |  |  |
|                         |                         |                         |                         |                         |                         |  |  |                 |                 |                 |                 |                 |                 |  |  |            |            |            |            |            |            |  |  |
| 第34代天皇 舒明天皇(故) | 第34代天皇 舒明天皇(故) | 第34代天皇 舒明天皇(故) | 第34代天皇 舒明天皇(故) | 第34代天皇 舒明天皇(故) | 第34代天皇 舒明天皇(故) |  |  | 皇后 宝女王(48) | 皇后 宝女王(48) | 皇后 宝女王(48) | 皇后 宝女王(48) | 皇后 宝女王(48) | 皇后 宝女王(48) |  |  | 軽皇子(46) | 軽皇子(46) | 軽皇子(46) | 軽皇子(46) | 軽皇子(46) | 軽皇子(46) |  |  |
| 第34代天皇 舒明天皇(故) | 第34代天皇 舒明天皇(故) | 第34代天皇 舒明天皇(故) | 第34代天皇 舒明天皇(故) | 第34代天皇 舒明天皇(故) | 第34代天皇 舒明天皇(故) |  |  | 皇后 宝女王(48) | 皇后 宝女王(48) | 皇后 宝女王(48) | 皇后 宝女王(48) | 皇后 宝女王(48) | 皇后 宝女王(48) |  |  | 軽皇子(46) | 軽皇子(46) | 軽皇子(46) | 軽皇子(46) | 軽皇子(46) | 軽皇子(46) |  |  |
|                         |                         |                         |                         |                         |                         |  |  |                 |                 |                 |                 |                 |                 |  |  |            |            |            |            |            |            |  |  |
|                         |                         |                         |                         |                         |                         |  |  |                 |                 |                 |                 |                 |                 |  |  |            |            |            |            |            |            |  |  |
| 古人大兄皇子(?)         | 古人大兄皇子(?)         | 古人大兄皇子(?)         | 古人大兄皇子(?)         | 古人大兄皇子(?)         | 古人大兄皇子(?)         |  |  | 中大兄皇子(16)  | 中大兄皇子(16)  | 中大兄皇子(16)  | 中大兄皇子(16)  | 中大兄皇子(16)  | 中大兄皇子(16)  |  |  |            |            |            |            |            |            |  |  |

### 第37代斉明天皇
孝徳天皇が崩御した時、舒明天皇の皇子である中大兄皇子が皇太子に立てられており、皇統も舒明天皇の子孫へと伝えられる想定であった。しかし、天皇と皇太子は天皇の晩年には不和であり、皇太子が直ちに皇位を継承することは皇位の強奪に見える恐れがあったため、皇祖母尊（前大王）の皇極天皇が第37代斉明天皇として重祚した。また、これまで通り中大兄皇子が皇太子の地位にあったほうが実権を持ちやすいと判断したという説もある。斉明天皇の崩御後、中大兄皇子が天智天皇として皇位継承。
|                         |                         |                         |                         |                         |                         |  |  |                         |                         |                         |                         |                         |                         |  |  |                         |                         |                         |                         |                         |                         |  |  |
| 第30代天皇 敏達天皇(故) |                         |                         |                         |                         |                         |  |  |                         |                         |                         |                         |                         |                         |  |  |                         |                         |                         |                         |                         |                         |  |  |
|                         |                         |                         |                         |                         |                         |  |  |                         |                         |                         |                         |                         |                         |  |  |                         |                         |                         |                         |                         |                         |  |  |
| 押坂彦人大兄皇子(故)    |                         |                         |                         |                         |                         |  |  |                         |                         |                         |                         |                         |                         |  |  |                         |                         |                         |                         |                         |                         |  |  |
|                         |                         |                         |                         |                         |                         |  |  |                         |                         |                         |                         |                         |                         |  |  |                         |                         |                         |                         |                         |                         |  |  |
|                         |                         |                         |                         |                         |                         |  |  |                         |                         |                         |                         |                         |                         |  |  |                         |                         |                         |                         |                         |                         |  |  |
|                         |                         |                         |                         |                         |                         |  |  |                         |                         |                         |                         |                         |                         |  |  | 茅渟王(故)              |                         |                         |                         |                         |                         |  |  |
|                         |                         |                         |                         |                         |                         |  |  |                         |                         |                         |                         |                         |                         |  |  |                         |                         |                         |                         |                         |                         |  |  |
|                         |                         |                         |                         |                         |                         |  |  |                         |                         |                         |                         |                         |                         |  |  |                         |                         |                         |                         |                         |                         |  |  |
| 第34代天皇 舒明天皇(故) | 第34代天皇 舒明天皇(故) | 第34代天皇 舒明天皇(故) | 第34代天皇 舒明天皇(故) | 第34代天皇 舒明天皇(故) | 第34代天皇 舒明天皇(故) |  |  | 第35代天皇 皇祖母尊(61) | 第35代天皇 皇祖母尊(61) | 第35代天皇 皇祖母尊(61) | 第35代天皇 皇祖母尊(61) | 第35代天皇 皇祖母尊(61) | 第35代天皇 皇祖母尊(61) |  |  | 第36代天皇 孝徳天皇(故) | 第36代天皇 孝徳天皇(故) | 第36代天皇 孝徳天皇(故) | 第36代天皇 孝徳天皇(故) | 第36代天皇 孝徳天皇(故) | 第36代天皇 孝徳天皇(故) |  |  |
| 第34代天皇 舒明天皇(故) | 第34代天皇 舒明天皇(故) | 第34代天皇 舒明天皇(故) | 第34代天皇 舒明天皇(故) | 第34代天皇 舒明天皇(故) | 第34代天皇 舒明天皇(故) |  |  | 第35代天皇 皇祖母尊(61) | 第35代天皇 皇祖母尊(61) | 第35代天皇 皇祖母尊(61) | 第35代天皇 皇祖母尊(61) | 第35代天皇 皇祖母尊(61) | 第35代天皇 皇祖母尊(61) |  |  | 第36代天皇 孝徳天皇(故) | 第36代天皇 孝徳天皇(故) | 第36代天皇 孝徳天皇(故) | 第36代天皇 孝徳天皇(故) | 第36代天皇 孝徳天皇(故) | 第36代天皇 孝徳天皇(故) |  |  |
|                         |                         |                         |                         |                         |                         |  |  |                         |                         |                         |                         |                         |                         |  |  |                         |                         |                         |                         |                         |                         |  |  |
|                         |                         |                         |                         | 皇太子 中大兄皇子(29)   |                         |  |  |                         |                         |                         |                         |                         |                         |  |  |                         |                         |                         |                         |                         |                         |  |  |

### 第41代持統天皇
天智天皇の皇女。天武天皇の皇后。壬申の乱以降、皇統は天武天皇の血統に伝えられることとなり、皇后の子・草壁皇子が皇太子になっていたが、天武天皇の崩御からほどなくして、草壁皇子は皇位を継ぐことなく薨御する。皇統を継ぐべき遺児である軽皇子は幼少であったことから、皇后が皇位を預かる形で継承。太政大臣に、母の出自は劣るが天武天皇の長子で実績ある高市皇子を据えた。後年、高市皇子も薨去したため、軽皇子を改めて皇太子とし、文武天皇として皇位継承。
|                         |                         |                         |                         |                         |                         |  |  |                     |                     |                     |                     |                     |                     |  |  |  |  |  |  |  |  |  |  |  |  |  |  |
| 第40代天皇 天武天皇(故) | 第40代天皇 天武天皇(故) | 第40代天皇 天武天皇(故) | 第40代天皇 天武天皇(故) | 第40代天皇 天武天皇(故) | 第40代天皇 天武天皇(故) |  |  | 皇后 鸕野讚良(46)   | 皇后 鸕野讚良(46)   | 皇后 鸕野讚良(46)   | 皇后 鸕野讚良(46)   | 皇后 鸕野讚良(46)   | 皇后 鸕野讚良(46)   |  |  |  |  |  |  |  |  |  |  |  |  |  |  |
| 第40代天皇 天武天皇(故) | 第40代天皇 天武天皇(故) | 第40代天皇 天武天皇(故) | 第40代天皇 天武天皇(故) | 第40代天皇 天武天皇(故) | 第40代天皇 天武天皇(故) |  |  | 皇后 鸕野讚良(46)   | 皇后 鸕野讚良(46)   | 皇后 鸕野讚良(46)   | 皇后 鸕野讚良(46)   | 皇后 鸕野讚良(46)   | 皇后 鸕野讚良(46)   |  |  |  |  |  |  |  |  |  |  |  |  |  |  |
|                         |                         |                         |                         |                         |                         |  |  |                     |                     |                     |                     |                     |                     |  |  |  |  |  |  |  |  |  |  |  |  |  |  |
|                         |                         |                         |                         |                         |                         |  |  |                     |                     |                     |                     |                     |                     |  |  |  |  |  |  |  |  |  |  |  |  |  |  |
| 太政大臣 高市皇子(37)   | 太政大臣 高市皇子(37)   | 太政大臣 高市皇子(37)   | 太政大臣 高市皇子(37)   | 太政大臣 高市皇子(37)   | 太政大臣 高市皇子(37)   |  |  | 皇太子 草壁皇子(故) | 皇太子 草壁皇子(故) | 皇太子 草壁皇子(故) | 皇太子 草壁皇子(故) | 皇太子 草壁皇子(故) | 皇太子 草壁皇子(故) |  |  |  |  |  |  |  |  |  |  |  |  |  |  |
| 太政大臣 高市皇子(37)   | 太政大臣 高市皇子(37)   | 太政大臣 高市皇子(37)   | 太政大臣 高市皇子(37)   | 太政大臣 高市皇子(37)   | 太政大臣 高市皇子(37)   |  |  | 皇太子 草壁皇子(故) | 皇太子 草壁皇子(故) | 皇太子 草壁皇子(故) | 皇太子 草壁皇子(故) | 皇太子 草壁皇子(故) | 皇太子 草壁皇子(故) |  |  |  |  |  |  |  |  |  |  |  |  |  |  |
|                         |                         |                         |                         |                         |                         |  |  | 軽皇子(8)           |                     |                     |                     |                     |                     |  |  |  |  |  |  |  |  |  |  |  |  |  |  |

### 第43代元明天皇
天智天皇の皇女。草壁皇子の妃。息子の文武天皇が崩御、天武天皇の皇統を継ぐべき孫である首皇子は幼少であったことから、故皇太子妃であった阿部皇女が皇位を預かる形で継承する。
|                         |                         |                         |                         |                         |                         |  |  |                       |                       |                       |                       |                       |                       |  |  |  |  |  |  |
| 第40代天皇 天武天皇(故) |                         |                         |                         |                         |                         |  |  |                       |                       |                       |                       |                       |                       |  |  |  |  |  |  |
|                         |                         |                         |                         |                         |                         |  |  |                       |                       |                       |                       |                       |                       |  |  |  |  |  |  |
| 皇太子 草壁皇子(故)     | 皇太子 草壁皇子(故)     | 皇太子 草壁皇子(故)     | 皇太子 草壁皇子(故)     | 皇太子 草壁皇子(故)     | 皇太子 草壁皇子(故)     |  |  | 皇太子妃 阿部皇女(47) | 皇太子妃 阿部皇女(47) | 皇太子妃 阿部皇女(47) | 皇太子妃 阿部皇女(47) | 皇太子妃 阿部皇女(47) | 皇太子妃 阿部皇女(47) |  |  |  |  |  |  |
| 皇太子 草壁皇子(故)     | 皇太子 草壁皇子(故)     | 皇太子 草壁皇子(故)     | 皇太子 草壁皇子(故)     | 皇太子 草壁皇子(故)     | 皇太子 草壁皇子(故)     |  |  | 皇太子妃 阿部皇女(47) | 皇太子妃 阿部皇女(47) | 皇太子妃 阿部皇女(47) | 皇太子妃 阿部皇女(47) | 皇太子妃 阿部皇女(47) | 皇太子妃 阿部皇女(47) |  |  |  |  |  |  |
|                         |                         |                         |                         |                         |                         |  |  |                       |                       |                       |                       |                       |                       |  |  |  |  |  |  |
|                         |                         |                         |                         |                         |                         |  |  |                       |                       |                       |                       |                       |                       |  |  |  |  |  |  |
| 第42代天皇 文武天皇(故) | 第42代天皇 文武天皇(故) | 第42代天皇 文武天皇(故) | 第42代天皇 文武天皇(故) | 第42代天皇 文武天皇(故) | 第42代天皇 文武天皇(故) |  |  | 氷高内親王(28)        | 氷高内親王(28)        | 氷高内親王(28)        | 氷高内親王(28)        | 氷高内親王(28)        | 氷高内親王(28)        |  |  |  |  |  |  |
| 第42代天皇 文武天皇(故) | 第42代天皇 文武天皇(故) | 第42代天皇 文武天皇(故) | 第42代天皇 文武天皇(故) | 第42代天皇 文武天皇(故) | 第42代天皇 文武天皇(故) |  |  | 氷高内親王(28)        | 氷高内親王(28)        | 氷高内親王(28)        | 氷高内親王(28)        | 氷高内親王(28)        | 氷高内親王(28)        |  |  |  |  |  |  |
| 首皇子(7)               |                         |                         |                         |                         |                         |  |  |                       |                       |                       |                       |                       |                       |  |  |  |  |  |  |

### 第44代元正天皇
草壁皇子の皇女。皇統継承者の首皇子の伯母。首皇子が立太子した翌年、母・元明天皇から譲位される形で、皇位継承。
氷高内親王はこの時すでに36歳であったが、未婚であった。未婚だった理由の仮説の一つとして、氷高内親王の即位が早くから予定されていたからではないかということがある。文武天皇が早世する可能性がある中、もし氷高内親王が傍系皇族とすでに結婚していた場合、この皇配にも即位の可能性が出てきてしまうため、天武天皇の直系での皇統の継承を続けるために結婚しなかったというものである。以後の女性天皇たちもこれを踏襲し生涯独身を貫くこととなる。首皇子が成人するのを待って譲位、首皇子は聖武天皇として皇位継承。
|                         |                         |                         |                         |                         |                         |  |  |                         |                         |                         |                         |                         |                         |  |  |  |  |  |  |
| 第40代天皇 天武天皇(故) |                         |                         |                         |                         |                         |  |  |                         |                         |                         |                         |                         |                         |  |  |  |  |  |  |
|                         |                         |                         |                         |                         |                         |  |  |                         |                         |                         |                         |                         |                         |  |  |  |  |  |  |
| 皇太子 草壁皇子(故)     | 皇太子 草壁皇子(故)     | 皇太子 草壁皇子(故)     | 皇太子 草壁皇子(故)     | 皇太子 草壁皇子(故)     | 皇太子 草壁皇子(故)     |  |  | 第43代天皇 元明上皇(55) | 第43代天皇 元明上皇(55) | 第43代天皇 元明上皇(55) | 第43代天皇 元明上皇(55) | 第43代天皇 元明上皇(55) | 第43代天皇 元明上皇(55) |  |  |  |  |  |  |
| 皇太子 草壁皇子(故)     | 皇太子 草壁皇子(故)     | 皇太子 草壁皇子(故)     | 皇太子 草壁皇子(故)     | 皇太子 草壁皇子(故)     | 皇太子 草壁皇子(故)     |  |  | 第43代天皇 元明上皇(55) | 第43代天皇 元明上皇(55) | 第43代天皇 元明上皇(55) | 第43代天皇 元明上皇(55) | 第43代天皇 元明上皇(55) | 第43代天皇 元明上皇(55) |  |  |  |  |  |  |
|                         |                         |                         |                         |                         |                         |  |  |                         |                         |                         |                         |                         |                         |  |  |  |  |  |  |
|                         |                         |                         |                         |                         |                         |  |  |                         |                         |                         |                         |                         |                         |  |  |  |  |  |  |
| 第42代天皇 文武天皇(故) | 第42代天皇 文武天皇(故) | 第42代天皇 文武天皇(故) | 第42代天皇 文武天皇(故) | 第42代天皇 文武天皇(故) | 第42代天皇 文武天皇(故) |  |  | 氷高内親王(36)          | 氷高内親王(36)          | 氷高内親王(36)          | 氷高内親王(36)          | 氷高内親王(36)          | 氷高内親王(36)          |  |  |  |  |  |  |
| 第42代天皇 文武天皇(故) | 第42代天皇 文武天皇(故) | 第42代天皇 文武天皇(故) | 第42代天皇 文武天皇(故) | 第42代天皇 文武天皇(故) | 第42代天皇 文武天皇(故) |  |  | 氷高内親王(36)          | 氷高内親王(36)          | 氷高内親王(36)          | 氷高内親王(36)          | 氷高内親王(36)          | 氷高内親王(36)          |  |  |  |  |  |  |
| 皇太子 首皇子(15)       |                         |                         |                         |                         |                         |  |  |                         |                         |                         |                         |                         |                         |  |  |  |  |  |  |

### 第46代孝謙天皇
聖武天皇の皇女。聖武天皇は天武天皇以来の直系の皇統を継ぐただ一人の男子で、所生の皇子はいずれも夭折した（基王、安積親王）。そのため、皇女の阿倍内親王が立太子したのち、そのまま孝謙天皇として皇位を継承した。
|                         |  |  |  |  |  |  |  |
| 第40代天皇 天武天皇(故) |  |  |  |  |  |  |  |
|                         |  |  |  |  |  |  |  |
| 皇太子 草壁皇子(故)     |  |  |  |  |  |  |  |
|                         |  |  |  |  |  |  |  |
| 第42代天皇 文武天皇(故) |  |  |  |  |  |  |  |
|                         |  |  |  |  |  |  |  |
| 第45代天皇 聖武上皇(49) |  |  |  |  |  |  |  |
|                         |  |  |  |  |  |  |  |
| 皇太子 阿倍内親王(32)   |  |  |  |  |  |  |  |

### 第48代称徳天皇
孝謙天皇は男系での近親者がいなかったため、傍系の大炊王（淳仁天皇）に譲位する。しかし、上皇と天皇の関係は悪化、天皇が重用していた藤原仲麻呂が反乱を起こして敗死すると、上皇は天皇を廃し（淡路廃帝）、自ら称徳天皇として重祚する。皇統は再び天武天皇の直系に戻ってきたが、男系での継承者がいないことには変わらなかったため、天皇は重用していた弓削道鏡への禅譲を画策するが失敗に終わる。結局天皇は崩御まで皇位にあったのち、天智天皇の皇孫であった白壁王が、光仁天皇として皇位を継承、天武天皇の男系子孫による皇統の継承は、廃されることになった。
|                         |                         |                         |                         |                         |                         |  |  |                         |                         |                         |                         |                         |                         |  |  |  |  |  |  |  |  |  |  |  |  |  |  |
| 第40代天皇 天武天皇(故) |                         |                         |                         |                         |                         |  |  |                         |                         |                         |                         |                         |                         |  |  |  |  |  |  |  |  |  |  |  |  |  |  |
|                         |                         |                         |                         |                         |                         |  |  |                         |                         |                         |                         |                         |                         |  |  |  |  |  |  |  |  |  |  |  |  |  |  |
|                         |                         |                         |                         |                         |                         |  |  |                         |                         |                         |                         |                         |                         |  |  |  |  |  |  |  |  |  |  |  |  |  |  |
| 皇太子 草壁皇子(故)     | 皇太子 草壁皇子(故)     | 皇太子 草壁皇子(故)     | 皇太子 草壁皇子(故)     | 皇太子 草壁皇子(故)     | 皇太子 草壁皇子(故)     |  |  | 舎人親王(故)            | 舎人親王(故)            | 舎人親王(故)            | 舎人親王(故)            | 舎人親王(故)            | 舎人親王(故)            |  |  |  |  |  |  |  |  |  |  |  |  |  |  |
| 皇太子 草壁皇子(故)     | 皇太子 草壁皇子(故)     | 皇太子 草壁皇子(故)     | 皇太子 草壁皇子(故)     | 皇太子 草壁皇子(故)     | 皇太子 草壁皇子(故)     |  |  | 舎人親王(故)            | 舎人親王(故)            | 舎人親王(故)            | 舎人親王(故)            | 舎人親王(故)            | 舎人親王(故)            |  |  |  |  |  |  |  |  |  |  |  |  |  |  |
| 第42代天皇 文武天皇(故) | 第42代天皇 文武天皇(故) | 第42代天皇 文武天皇(故) | 第42代天皇 文武天皇(故) | 第42代天皇 文武天皇(故) | 第42代天皇 文武天皇(故) |  |  | 第47代天皇 淡路廃帝(32) | 第47代天皇 淡路廃帝(32) | 第47代天皇 淡路廃帝(32) | 第47代天皇 淡路廃帝(32) | 第47代天皇 淡路廃帝(32) | 第47代天皇 淡路廃帝(32) |  |  |  |  |  |  |  |  |  |  |  |  |  |  |
| 第42代天皇 文武天皇(故) | 第42代天皇 文武天皇(故) | 第42代天皇 文武天皇(故) | 第42代天皇 文武天皇(故) | 第42代天皇 文武天皇(故) | 第42代天皇 文武天皇(故) |  |  | 第47代天皇 淡路廃帝(32) | 第47代天皇 淡路廃帝(32) | 第47代天皇 淡路廃帝(32) | 第47代天皇 淡路廃帝(32) | 第47代天皇 淡路廃帝(32) | 第47代天皇 淡路廃帝(32) |  |  |  |  |  |  |  |  |  |  |  |  |  |  |
| 第45代天皇 聖武天皇(故) |                         |                         |                         |                         |                         |  |  |                         |                         |                         |                         |                         |                         |  |  |  |  |  |  |  |  |  |  |  |  |  |  |
|                         |                         |                         |                         |                         |                         |  |  |                         |                         |                         |                         |                         |                         |  |  |  |  |  |  |  |  |  |  |  |  |  |  |
| 第46代天皇 孝謙上皇(47) |                         |                         |                         |                         |                         |  |  |                         |                         |                         |                         |                         |                         |  |  |  |  |  |  |  |  |  |  |  |  |  |  |

上述のように、平安時代以降は摂政制度の確立で、女帝の誕生は永らく途絶えた。

### 第109代明正天皇
後水尾天皇の皇女。紫衣事件で徳川幕府と対立した後水尾天皇が、幕府に無断で、徳川家を外戚にもつ興子内親王に譲位。これは、女帝は終身独身を保つ先例を使い、徳川家の血を引く天皇を興子新帝一代に留めるための策であった。明正天皇の治世中は後水尾上皇による院政が敷かれ、天皇が実権を持つことはなかった。また、徳川幕府も彼女の即位によって反対に徳川家の血を引く天皇が血縁を理由に幕府に介入する事態が起こりえることに気づき、この方針を容認したとする指摘もある。14年後異母弟の紹仁親王（後光明天皇）に譲位。
|                            |                            |                            |                            |                            |                            |                                  |                                  |                                  |                                  |                                  |                                  |  |  |  |  |  |  |  |  |
| 第108代天皇 後水尾上皇(34) | 第108代天皇 後水尾上皇(34) | 第108代天皇 後水尾上皇(34) | 第108代天皇 後水尾上皇(34) | 第108代天皇 後水尾上皇(34) | 第108代天皇 後水尾上皇(34) | {{{第108代天皇 後水尾上皇(34)}}} | {{{第108代天皇 後水尾上皇(34)}}} | {{{第108代天皇 後水尾上皇(34)}}} | {{{第108代天皇 後水尾上皇(34)}}} | {{{第108代天皇 後水尾上皇(34)}}} | {{{第108代天皇 後水尾上皇(34)}}} |  |  |  |  |  |  |  |  |
| 第108代天皇 後水尾上皇(34) | 第108代天皇 後水尾上皇(34) | 第108代天皇 後水尾上皇(34) | 第108代天皇 後水尾上皇(34) | 第108代天皇 後水尾上皇(34) | 第108代天皇 後水尾上皇(34) | {{{第108代天皇 後水尾上皇(34)}}} | {{{第108代天皇 後水尾上皇(34)}}} | {{{第108代天皇 後水尾上皇(34)}}} | {{{第108代天皇 後水尾上皇(34)}}} | {{{第108代天皇 後水尾上皇(34)}}} | {{{第108代天皇 後水尾上皇(34)}}} |  |  |  |  |  |  |  |  |
| 興子内親王(7)              | 興子内親王(7)              | 興子内親王(7)              | 興子内親王(7)              | 興子内親王(7)              | 興子内親王(7)              | {{{興子内親王(7)}}}              | {{{興子内親王(7)}}}              | {{{興子内親王(7)}}}              | {{{興子内親王(7)}}}              | {{{興子内親王(7)}}}              | {{{興子内親王(7)}}}              |  |  |  |  |  |  |  |  |

### 第117代後桜町天皇
桜町天皇の皇女。桃園天皇の異母姉。桃園天皇が22歳の若さで崩御。皇子の英仁親王（のちの後桃園天皇）が5歳と幼く中継ぎが必要であったことと、摂関家が宝暦事件の時のように天皇との対立を恐れたことから即位。8年後、甥である後桃園天皇に譲位して上皇となった。
|                |                |                |                |                |                |  |  |                          |                          |                          |                          |                          |                          |                                |                                |                                |                                |                                |                                |                      |                      |                      |                      |                      |                      |  |  |  |  |  |  |  |  |  |  |  |  |  |  |
|                |                |                |                |                |                |  |  | 第115代天皇 桜町天皇(故) | 第115代天皇 桜町天皇(故) | 第115代天皇 桜町天皇(故) | 第115代天皇 桜町天皇(故) | 第115代天皇 桜町天皇(故) | 第115代天皇 桜町天皇(故) | {{{第115代天皇 桜町天皇(故)}}} | {{{第115代天皇 桜町天皇(故)}}} | {{{第115代天皇 桜町天皇(故)}}} | {{{第115代天皇 桜町天皇(故)}}} | {{{第115代天皇 桜町天皇(故)}}} | {{{第115代天皇 桜町天皇(故)}}} |                      |                      |                      |                      |                      |                      |  |  |  |  |  |  |  |  |  |  |  |  |  |  |
|                |                |                |                |                |                |  |  | 第115代天皇 桜町天皇(故) | 第115代天皇 桜町天皇(故) | 第115代天皇 桜町天皇(故) | 第115代天皇 桜町天皇(故) | 第115代天皇 桜町天皇(故) | 第115代天皇 桜町天皇(故) | {{{第115代天皇 桜町天皇(故)}}} | {{{第115代天皇 桜町天皇(故)}}} | {{{第115代天皇 桜町天皇(故)}}} | {{{第115代天皇 桜町天皇(故)}}} | {{{第115代天皇 桜町天皇(故)}}} | {{{第115代天皇 桜町天皇(故)}}} |                      |                      |                      |                      |                      |                      |  |  |  |  |  |  |  |  |  |  |  |  |  |  |
|                |                |                |                |                |                |  |  |                          |                          |                          |                          |                          |                          |                                |                                |                                |                                |                                |                                |                      |                      |                      |                      |                      |                      |  |  |  |  |  |  |  |  |  |  |  |  |  |  |
| 智子内親王(23) | 智子内親王(23) | 智子内親王(23) | 智子内親王(23) | 智子内親王(23) | 智子内親王(23) |  |  | 第116代天皇 桃園天皇(故) | 第116代天皇 桃園天皇(故) | 第116代天皇 桃園天皇(故) | 第116代天皇 桃園天皇(故) | 第116代天皇 桃園天皇(故) | 第116代天皇 桃園天皇(故) | {{{第116代天皇 桃園天皇(故)}}} | {{{第116代天皇 桃園天皇(故)}}} | {{{第116代天皇 桃園天皇(故)}}} | {{{第116代天皇 桃園天皇(故)}}} | {{{第116代天皇 桃園天皇(故)}}} | {{{第116代天皇 桃園天皇(故)}}} | {{{智子内親王(23)}}} | {{{智子内親王(23)}}} | {{{智子内親王(23)}}} | {{{智子内親王(23)}}} | {{{智子内親王(23)}}} | {{{智子内親王(23)}}} |  |  |  |  |  |  |  |  |  |  |  |  |  |  |
| 智子内親王(23) | 智子内親王(23) | 智子内親王(23) | 智子内親王(23) | 智子内親王(23) | 智子内親王(23) |  |  | 第116代天皇 桃園天皇(故) | 第116代天皇 桃園天皇(故) | 第116代天皇 桃園天皇(故) | 第116代天皇 桃園天皇(故) | 第116代天皇 桃園天皇(故) | 第116代天皇 桃園天皇(故) | {{{第116代天皇 桃園天皇(故)}}} | {{{第116代天皇 桃園天皇(故)}}} | {{{第116代天皇 桃園天皇(故)}}} | {{{第116代天皇 桃園天皇(故)}}} | {{{第116代天皇 桃園天皇(故)}}} | {{{第116代天皇 桃園天皇(故)}}} | {{{智子内親王(23)}}} | {{{智子内親王(23)}}} | {{{智子内親王(23)}}} | {{{智子内親王(23)}}} | {{{智子内親王(23)}}} | {{{智子内親王(23)}}} |  |  |  |  |  |  |  |  |  |  |  |  |  |  |
|                |                |                |                |                |                |  |  | 若宮英仁親王(5)          |                          |                          |                          |                          |                          |                                |                                |                                |                                |                                |                                |                      |                      |                      |                      |                      |                      |  |  |  |  |  |  |  |  |  |  |  |  |  |  |

## 備考

### 宮中祭祀
宮中祭祀においては今なお伝統を重んじ、「何人たりとも常に清浄な状態でなくてはならない」とされる。
賢所で祭祀に携わる内掌典は、外出時には下界の「穢れ」を宮中に持ち込まないよう専用の衣服に着替える。死も「穢れ」とされるので、内掌典は拝命時、身内が危篤に陥った際にはまだ命のあるうちに宮中を離れるようあらかじめ厳命される。身内の訃報を宮中で聞いた内掌典は「穢れ」となるので、着ていた着物などは全て処分しなければならないという。そして、女性特有の出産や月経も、神道においては「穢れ」である。月経は「まけ」と呼ばれ、最も穢れた状態とみなされる。
天皇は「祭祀王」であり、歴史的に見るとその最も重要な務めは神事であったとされる。しかし、女性であるがゆえの「穢れ」が定期的に生じるのを避けられないがために、江戸時代の女帝たちは、天皇の本質的部分である祭祀を、不安定、不十分な形でしかおこなえなかった。
女帝に「御障り」がある際には、代行できるものは摂政や神祇伯が代行した。しかし、天皇自身がおこなわねばならない祭祀は中止された。明正天皇は、在位中に四方拝や小朝拝をおこなわなかった。後桜町天皇は、四方拝にも新嘗祭にも出御しなかった。後桜町天皇の大嘗祭は、当日が「御障り」になった際には後日おこなうという二段構えの計画が立てられた。
こうした事情を踏まえると、仮に（皇室典範を改正して）女性天皇が今後実現した場合、日本国憲法に規定される象徴としての世俗的な公務については何ら問題なく果たせるであろうが、伝統的な宮中祭祀に関しては問題が生じることが予想される。この点について竹田恒泰は、女性天皇が誕生したら毎月1ヶ月のうち7日天皇不在の状態になると指摘している。また、代理による執り行いが不可能な祭祀は延期・中止にせざるをえず、代理による執り行いが可能な祭祀とて完全に委任することはできない。実例として、昭和天皇は大正時代後期（当時：皇太子裕仁親王、1921年 - 1926年）に摂政として代拝をおこなったが、「天皇同様の祭祀行為はできず、新嘗祭では供物奉納までしかできなかった」という。

## 資料

### 現在の女性皇族（内親王・女王）
以下、生まれながらの女性皇族は内親王2名及び女王3名の計5名がいる。
|   |  | 名         | 読み   | 御称号 | 生年月日                   | 現年齢 | 続柄                                       | 世数 | 摂政就任順位 |
| - |  | ---------- | ------ | ------ | -------------------------- | ------ | ------------------------------------------ | ---- | ------------ |
| 1 |  | 愛子内親王 | あいこ | 敬宮   | 2001年（平成13年）12月1日  | 23歳   | 皇女 今上天皇第一皇女子                    | 一世 | 6            |
| 2 |  | 佳子内親王 | かこ   |        | 1994年（平成6年）12月29日  | 30歳   | 皇姪 上皇の皇孫 文仁親王第二女子           | 二世 | 7            |
| 3 |  | 彬子女王   | あきこ |        | 1981年（昭和56年）12月20日 | 43歳   | 皇再従妹 大正天皇の皇曾孫 寬仁親王第一女子 | 三世 | 8            |
| 4 |  | 瑶子女王   | ようこ |        | 1983年（昭和58年）10月25日 | 41歳   | 皇再従妹 大正天皇の皇曾孫 寛仁親王第二女子 | 三世 | 9            |
| 5 |  | 承子女王   | つぐこ |        | 1986年（昭和61年）3月8日   | 39歳   | 皇再従妹 大正天皇の皇曾孫 憲仁親王第一女子 | 三世 | 10           |

※順序は、摂政の就任順。（成年に達した場合の順序。皇位継承の順序に準ずる。）

### 元皇族の女性
以下、結婚により臣籍降嫁（皇籍離脱）した女性の元皇族が、元内親王6名及び元女王2名の計8名がいる。
|   |  | 姓名     | 読み          | 御称号             | 皇族としての 名・身位 | 生年月日                   | 現年齢 | 天皇から見た続柄 / 皇統                        | 結婚・配偶者                                |
| - |  | -------- | ------------- | ------------------ | --------------------- | -------------------------- | ------ | ---------------------------------------------- | ------------------------------------------- |
| 1 |  | 小室眞子 | こむろ まこ   |                    | 眞子内親王            | 1991年（平成3年）10月23日  | 33歳   | 皇姪 / 上皇の皇孫 / 文仁親王第一女子           | 2021年（令和3年） 10月26日 (30歳) 小室圭    |
| 2 |  | 黒田清子 | くろだ さやこ | 紀宮（のりのみや） | 清子内親王            | 1969年（昭和44年）4月18日  | 56歳   | 皇妹 / 上皇第一皇女子                          | 2005年（平成17年） 11月15日 (36歳) 黒田慶樹 |
| 3 |  | 池田厚子 | いけだ あつこ | 順宮（よりのみや） | 厚子内親王            | 1931年（昭和6年）3月7日    | 94歳   | 皇伯母 / 昭和天皇第四皇女子                    | 1952年（昭和27年） 10月10日 (21歳) 池田隆政 |
| 4 |  | 島津貴子 | しまづ たかこ | 清宮（すがのみや） | 貴子内親王            | 1939年（昭和14年）3月2日   | 86歳   | 皇叔母 / 昭和天皇第五皇女子                    | 1960年（昭和35年） 3月10日 (21歳) 島津久永  |
| 5 |  | 近衞甯子 | このえ やすこ |                    | 甯子内親王            | 1944年（昭和19年）4月26日  | 81歳   | 大正天皇の皇孫 / 崇仁親王第一女子              | 1966年（昭和41年） 12月18日 (22歳) 近衞忠煇 |
| 6 |  | 千容子   | せん まさこ   |                    | 容子内親王            | 1951年（昭和26年）10月23日 | 73歳   | 大正天皇の皇孫 / 崇仁親王第二女子              | 1983年（昭和58年） 10月14日 (31歳) 千宗室   |
| 7 |  | 千家典子 | せんげ のりこ |                    | 典子女王              | 1988年（昭和63年）7月22日  | 37歳   | 皇再従妹 / 大正天皇の皇曾孫 / 憲仁親王第二女子 | 2014年（平成26年） 10月5日 (26歳) 千家国麿  |
| 8 |  | 守谷絢子 | もりや あやこ |                    | 絢子女王              | 1990年（平成2年）9月15日   | 34歳   | 皇再従妹 / 大正天皇の皇曾孫 / 憲仁親王第三女子 | 2018年（平成30年） 10月29日 (28歳) 守谷慧   |